# Терновский, Евгений Самойлович
Евге́ний Само́йлович Терно́вский (род. 2 августа 1941, Раменское, Московская область) — русский писатель третьей эмиграции, переводчик и литературовед.

## Биография
Родился в семье инженера. В 16 лет ушёл из дома и начал жить самостоятельно. Заочно учился в Московском институте иностранных языков (1960—1961), откуда был исключён за религиозные убеждения. Работал грузчиком, санитаром.
Как писатель дебютировал переводами поэзии с романских языков. С 1973 сотрудничал с эмигрантскими изданиями — такими, как журналы «Грани» и «Континент», а также газета «Русская мысль».
В 1974 году эмигрировал. Учился и преподавал в Кёльнском университете. Затем переехал во Францию, где стал доцентом кафедры славистики Лилльского университета. В 1985 году получил степень доктора философии.
На рубеже 1970-х и 1980-х годов поселился в Париж. Там же в 1981 году выступил одним из редакторов и издателей «Русского альманаха».
Автор ряда романов, три из которых написаны на французском языке, а также исследования «Pouchkine et la tribu Gontcharoff» («Пушкин и род Гончаровых»), основанного на уникальных материалах из французского архива семьи Геккернов.
Публиковал прозу в журнале «Звезда»,"Литературный европеец", "Мосты".

### Книги
- «Странная история» (1973, вышел во Франкфурте-на-Майне в 1977);
- «Приёмное отделение» (Франкфурт-на-Майне, 1979);
- «Портрет в сумерках» (Париж, 1990);
- «Кудесник» (Париж, 1990);
- «Двойник Дмитрия ван дер Д.» (Париж, 1999).
- Сеанс. Повести."Литературный европеец" , 2015, 2016 (2-е издание) ISBN 978-3-945617-17-5
- Встречи на рю Данкерк (Беседы с Андреем Лебедевым)"Литературный европеец" (Франкфурт-на-Майне)
- Scrinium.  Стихотворения. "Литературный европеец".  2017 ISBN  978-3-945617-50-2
- Избранная проза. "Литературный европеец".  2018 ISBN 978-3-945617-55-7
- Сицилиана. Стихотворения. «Литературный европеец». 2019 ISBN 978-3-945617-81-6
- Вечерний звон. Стихотворения. «Литературный европеец». 2020 ISBN 978-3-945617-92-2
- MCMLXXIV (1974). Стихотворения. «Литературный европеец».2021 ISBN 978-3-949577-00-0 "Саламандра". Стихотворения. "Литературный европеец" (Франкфурт-на-Майне), 2022 ISBN 978-3-949577-09-3

### Статьи
- Живой язык проснувшейся природы // «Вопросы литературы», 1967, № 7
- (под псевдонимом Н. Антонов):
  - Годы Безвременщины Frankfurt/M., № 89-90, 1973
  - Крест и камень. О романе В. Максимова «Карантин» // «Грани», № 92-93, 1973
- Соименник и имярек. // «Грани», № 100, 1976
- Тень над Россией // «Русская мысль», 1976, 23.9